# Sankt Peter am Ottersbach
Sankt Peter am Ottersbach är en ort och  kommun i distriktet Südoststeiermark i förbundslandet Steiermark i Österrike. 
Kommunen består av nio orter (Ortschaften) (inom parentes invånarantal 1 januari 2024) :

- Bierbaum am Auersbach (458)
- Dietersdorf am Gnasbach (352)
- Edla (203)
- Entschendorf am Ottersbach (214)
- Oberrosenberg (82)
- Perbersdorf bei Sankt Peter (314)
- Sankt Peter am Ottersbach (713)
- Wiersdorf (159)
- Wittmannsdorf (402)

Kommunen fick sin nuvarande form den 1 januari 2015 genom en sammanslagning av kommunerna Bierbaum am Auersbach, Dietersdorf am Gnasbach och Sankt Peter am Ottersbach.